# トニー・マリノ

トニー・マリノ（Tony Marino、本名：Tony Silipini、1931年4月20日 - 2021年5月28日）は、アメリカ合衆国のプロレスラー。ニューヨーク州ロチェスター出身のイタリア系アメリカ人。
ボディビルや重量挙げで鍛えた肉体美を持つベビーフェイスとして、WWWF（現：WWE）やNWAのデトロイト地区を主戦場に活動した。孫娘のレディ・フロストもプロレスラーである。

## 来歴
ボディビルダーを経て、1954年に本名のトニー・シリピーニ（Tony Silipini）としてデビュー。地元のロチェスターをはじめ、バッファローやシラキュースなどのアップステート・ニューヨークをサーキットしてキャリアを積む。ウエイトリフターとしての実績も有していたことから "Mr. America" のニックネームでリスペクトを受けたという。
1950年代末よりトニー・マリノ（Tony Marino）と名乗り、アップステートおよびオハイオ地区では1960年から1961年にかけて、ワルドー・フォン・エリック、フレッド・アトキンス、ハーブ・ガーウィッグ、ドミニク・ブラボー、クラッシャー・リソワスキー、ハンス・シュミットらと対戦した。
1963年1月、日本プロレスに初来日。1月29日に大阪府立体育館においてジェス・オルテガと組み、力道山&吉村道明が保持していたアジアタッグ王座に挑戦。3月1日には東京のリキ・スポーツパレスにおいて力道山とのシングルマッチも行われた。この日本遠征後、アメリカ本土に戻る途中にハワイでディノ・ランザ（Dino Lanza）の変名を用い、ドン・レオ・ジョナサンとも対戦している。
その後も各地を転戦して、南部のフロリダ地区では1964年8月29日、ボブ・オートンを破りNWA南部ヘビー級王座を獲得。フロリダではジ・アサシンズ、ヒロ・マツダ、デューク・ケオムカ、ビル・ドロモ、ターザン・タイラー、グレート・マレンコなどとも対戦した。
1966年より地元ニューヨークを本拠地とするWWWFに本格参戦し、当時ABCネットワークで放送されていた『バットマン』にあやかった覆面レスラー、バットマン（Battman）に変身。正規の版権を取得していないコピー版のギミックだったが、"bat" でなく "batt" と綴り字を変えることで著作権侵害を免れようとしたとされる。無版権ながら本家のスーパーヒーローと同様に大人気を博し、ブルーノ・サンマルチノのタッグパートナーにも起用され、ビル・ミラー、ゴリラ・モンスーン、バロン・シクルナ、ジョージ・スティール、ブルドッグ・ブラワー、ルーク・グラハム、ハンス・モーティア、ブル・ラモス、ケンタッキー・ブッチャー、キラー・コワルスキーなどヒールのトップと対戦した。
サンマルチノのホームタウンだったピッツバーグには1970年頃までバットマンとして継続参戦したが、アスレチック・コミッションの条例で覆面レスラーの出場が禁止されていたニューヨークでは素顔のトニー・マリノとして活動し、1969年12月9日にはマディソン・スクエア・ガーデンにおいてビクター・リベラと組み、トール・タナカ&ミツ・アラカワからWWWFインターナショナル・タッグ王座を奪取。以後、1970年代に入りバットマンのギミックを終了させた。
その間、1968年5月には日本プロレスに再来日。シングルマッチではアントニオ猪木や大木金太郎、タッグマッチではカリプス・ハリケーンと組んでBI砲とも対戦した。太平洋岸北西部のオレゴン地区では1969年7月10日、当時ベビーフェイスのポジションにいたスタン・スタージャックと組み、トニー・ボーン&ムーンドッグ・メインからNWAパシフィック・ノースウエスト・タッグ王座を奪取している。
インターナショナル・タッグ王座は1970年6月にジート&ベポのザ・モンゴルズに奪われるも、以降もWWWFではベビーフェイスの主力として活躍し、ブラックジャック・マリガンとも対戦。1971年1月20日にはニュージャージー州ハモントンにおいて、2日前にサンマルチノからタイトルを奪取したイワン・コロフのWWWF世界ヘビー級王座に挑戦、コロフの初防衛戦の相手を務めた。
1972年にWWWFを離れ、NWAのデトロイト地区に主戦場を移す。同年12月、フレッド・カリーをパートナーにクルト・フォン・ヘス&カール・フォン・ショッツからデトロイト版のNWA世界タッグ王座を奪取、以降もヘス&ショッツとタイトルを争った。同王座はボボ・ブラジルとのコンビでも、アブドーラ・ザ・ブッチャー&キラー・ブルックスなどのチームを下して戴冠している。1974年3月2日にはザ・シークを破り、シングルのフラッグシップタイトルであるUSヘビー級王座も獲得したが、2週間後の3月16日に奪回された。
その直後、3月18日開幕の国際プロレス『チャレンジ・シリーズ』に来日。同シリーズでは前半戦に全日本プロレスからジャイアント馬場が友情参戦しており、開幕戦の宮城県スポーツセンター大会ではテキサス・マッケンジーと組んで馬場&グレート草津と対戦した。シングルマッチではラッシャー木村、マイティ井上、アニマル浜口とも対戦している。
その後、1976年はカルガリーのスタンピード・レスリングにおいてミスター・ヒトと抗争を展開。キャリア末期の1977年はフロリダ地区でヒールのポジションに回り、ペドロ・モラレス、ロッキー・ジョンソン、ジェリー・ブリスコらと対戦した。
引退後はフロリダに居住し、タンパで建設会社を経営していた。2021年5月28日、90歳で死去。

## 獲得タイトル
チャンピオンシップ・レスリング・フロム・フロリダ
- NWA南部ヘビー級王座（フロリダ版）：1回[11]

パシフィック・ノースウエスト・レスリング
- NWAパシフィック・ノースウエスト・タッグ王座：1回（w / スタン・スタージャック）[18]

ワールド・ワイド・レスリング・フェデレーション
- WWWFインターナショナル・タッグ王座：1回（w / ビクター・リベラ）[16]

NWAデトロイト
- NWA USヘビー級王座（デトロイト版）：1回[22]
- NWA世界タッグ王座（デトロイト版）：7回（w / フレッド・カリー×4、ボボ・ブラジル×3）[21]